# یوزف کمر
یوزف کمر (چکی: Josef Kemr; ۲۰ ژوئن ۱۹۲۲ – ۱۵ ژانویهٔ ۱۹۹۵)  بازیگر اهل کشور جمهوری چک بود. وی بین سال‌های ۱۹۳۷ تا ۱۹۹۵ میلادی فعالیت می‌کرد.
از فیلم‌ها یا برنامه‌های تلویزیونی که وی در آن نقش داشته‌است می‌توان به مارکتا لازاروا، جسدسوز، قلعه، آخرین داوری، شاه شاهان، و پتک جادوگران اشاره کرد.